# Dekanat szachowski
Dekanat szachowski – jeden z 48 dekanatów eparchii moskiewskiej obwodowej Rosyjskiego Kościoła Prawosławnego. Obejmuje cerkwie położone w rejonie szachowskim obwodu moskiewskiego. Funkcjonuje w nim dziesięć cerkwi parafialnych wiejskich, cerkiew-baptysterium i dwie kaplice.
Funkcję dziekana pełni protojerej Aleksiej Rusin.

## Cerkwie w dekanacie[1]
- Cerkiew św. Andrzeja Stratylatesa w Biełej Kołpi
- Cerkiew Narodzenia Matki Bożej w Buchołowie

Kaplica św. Aleksandra Newskiego
- Cerkiew Odnowienia Świątyni Zmartwychwstania Pańskiego w Jerozolimie w Wołoczanowie

Kaplica św. Aleksego Nikołogorskiego
- Cerkiew św. Sergiusza z Radoneża w Gorodkowie
- Cerkiew Obrazu Zbawiciela Nie Ludzką Ręką Uczynionego w Iwaszkowie
- Cerkiew Narodzenia Matki Bożej w Paniukowie
- Cerkiew Spotkania Pańskiego w Pieskach
- Cerkiew św. Jana Chrzciciela w Ramieniu
- Cerkiew św. Mikołaja w Czerlenkowie
- Cerkiew Wszystkich Świętych w Szachowskiej

Cerkiew-baptysterium Nowomęczenników i Wyznawców Rosyjskich